# Pantydia moolla
Pantydia moolla là một loài bướm đêm trong họ Erebidae.